# بيراتين
بيراتين هي مدينة من مدن أوكرانيا. يبلغ عدد سكانها 15882 نسمة وذلك حسب إحصائيات سنة 2015.

## معرض الصور

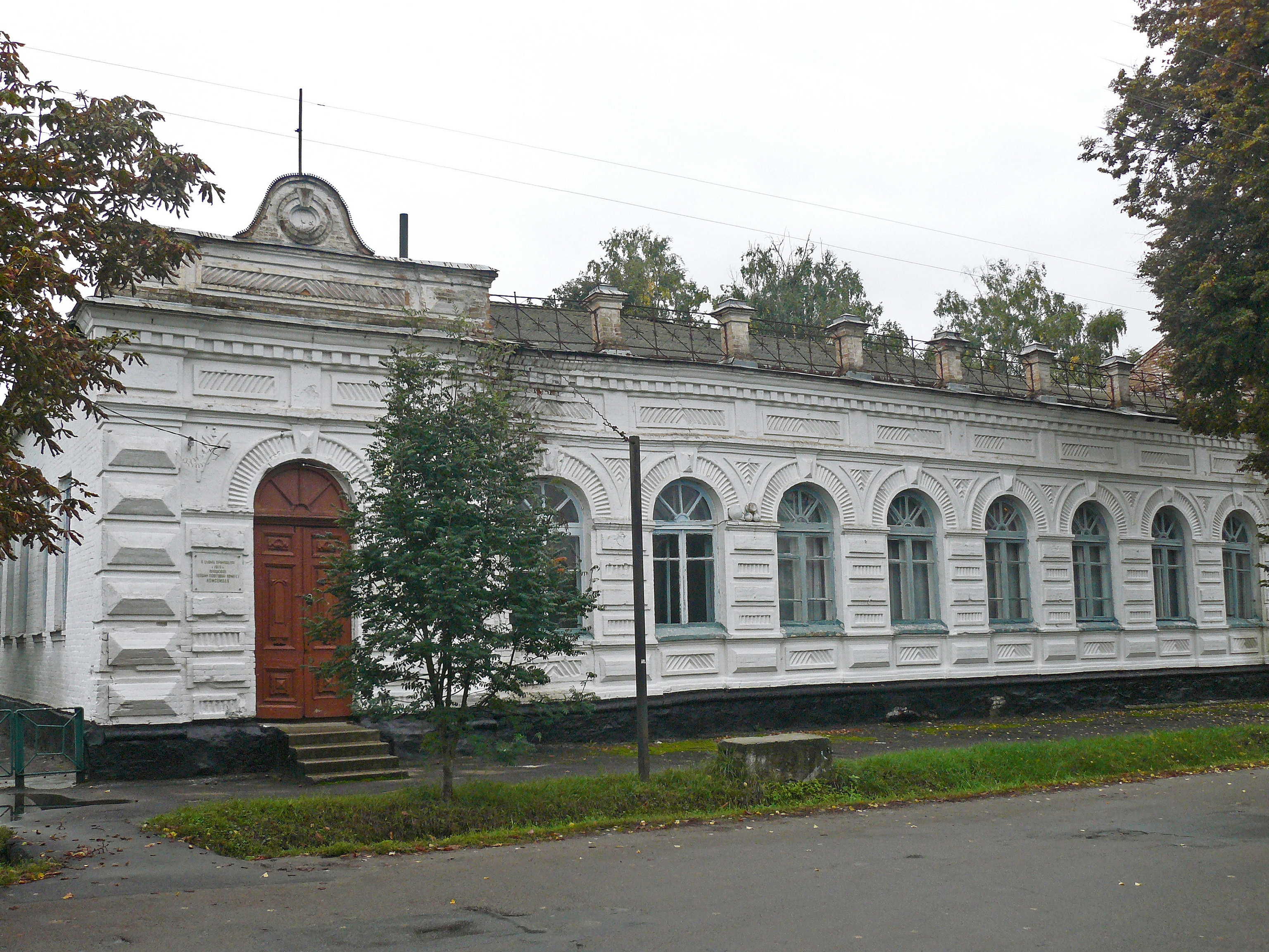
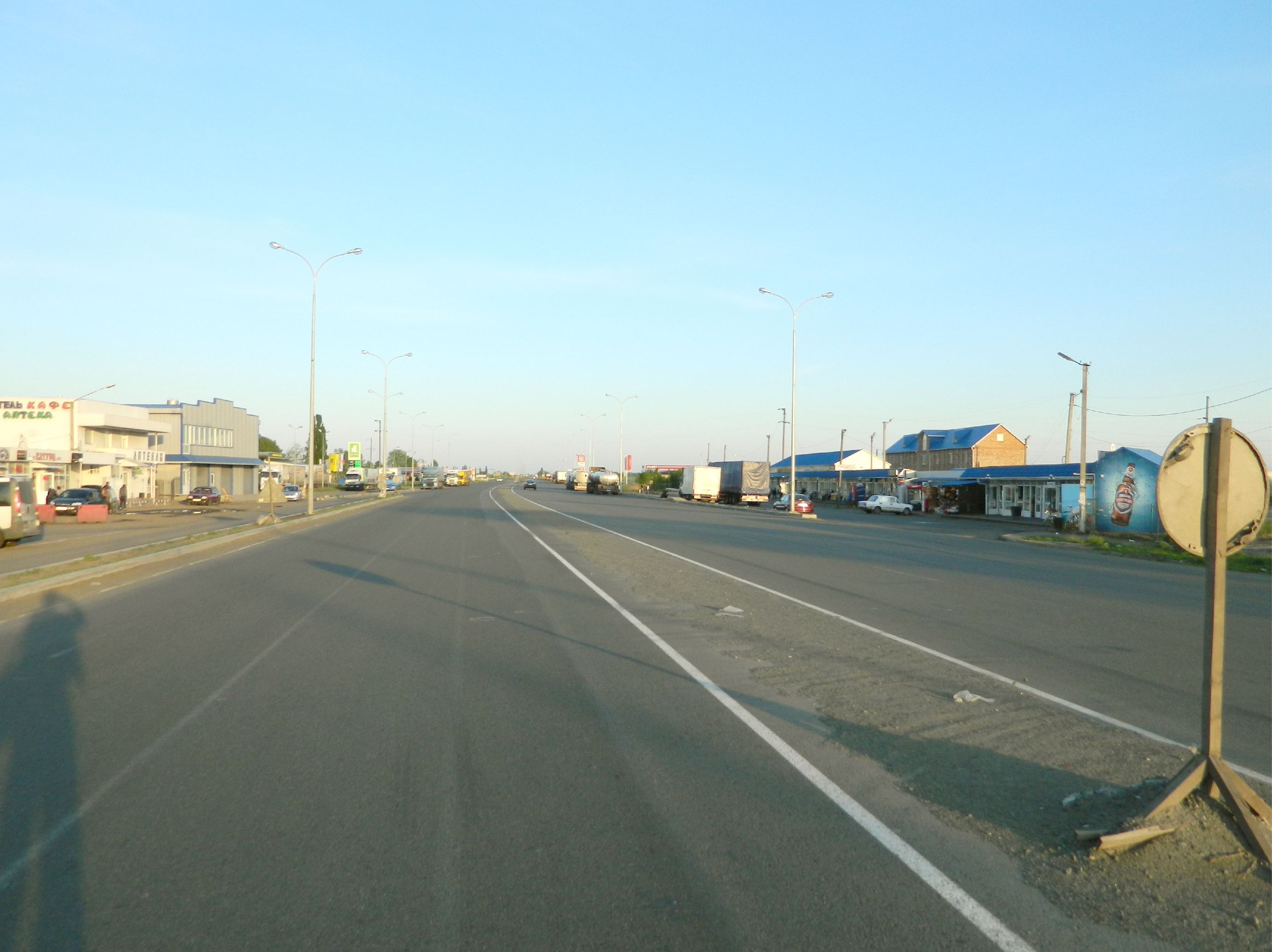
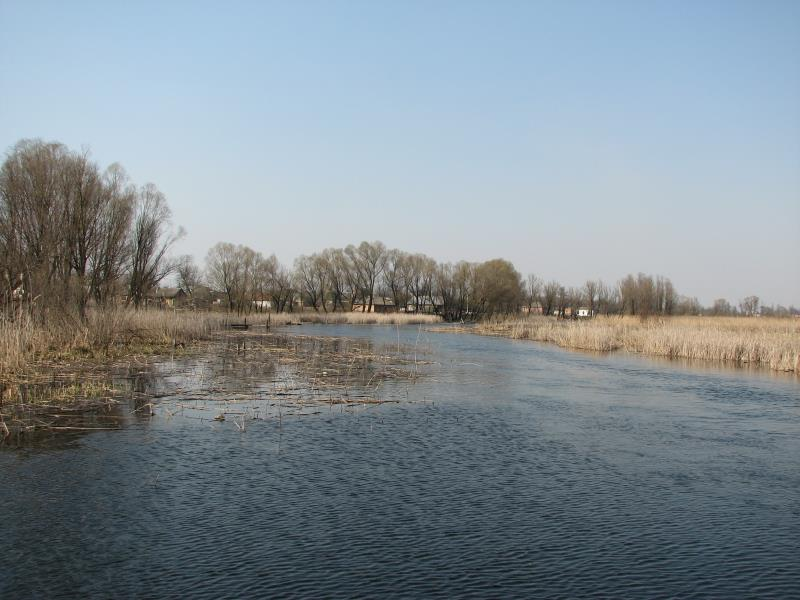